# Campisábalos
Campisábalos – gmina w Hiszpanii, w prowincji Guadalajara, w Kastylii-La Mancha, o powierzchni 54,01 km². W 2011 roku gmina liczyła 79 mieszkańców.